# سفارت اتریش در لندن
سفارت اتریش در لندن (به انگلیسی: Embassy of Austria) یک منطقهٔ مسکونیو نمایندگی سیاسی این کشور در بریتانیا است که در لندن واقع شده‌است.